# Eriococcus ningxianensis
Eriococcus ningxianensis är en insektsart som beskrevs av Tang och Hao 1995. Eriococcus ningxianensis ingår i släktet Eriococcus och familjen filtsköldlöss. Inga underarter finns listade i Catalogue of Life.